# Lijst van studentenverenigingen in Delft
Onderstaande is een (niet-volledige) lijst van studentenverenigingen in Delft.
| Vereniging                                       | Oprichtingsdatum | Status                          | Doelgroep/Instituut | Koepelorganisatie/Netwerk | Ledental | Afbeelding          |
| ------------------------------------------------ | ---------------- | ------------------------------- | --- | --- | -------- | ------------------- |
| AEGEE-Delft                                      | 16 december 1986 | Actief                          | Technische Universiteit Delft HBO-studenten                                                                                                  | AEGEE Verenigingsraad Delft | 200      |                     |
| Aldgillis                                        | 1931             | Slapend                         | Technische Universiteit Delft | Federaasje fan Fryske Studinteferienings |          |                     |
| Delftsch Studenten Corps                         | 22 maart 1848    | Actief                          | Technische Universiteit Delft | Algemene Senaten Vergadering Verenigingsraad Delft Landelijke Kamer van Verenigingen                                                                                    | 2000     |                     |
| Delftsche Studenten Bond                         | 30 oktober 1897  | Actief                          | Technische Universiteit Delft | Federatie van Unitates en Bonden Verenigingsraad Delft Landelijke Kamer van Verenigingen                                                                                | 400      |                     |
| Delftsche Zwervers                               | 11 oktober 1920  | Actief                          | Technische Universiteit Delft HBO-studenten                                                                                                  | Scouting Nederland Studentenscouting Nederland | 46       |                     |
| D.S.V. Nieuwe Delft ("De Bolk")                  | 27 oktober 1960  | Actief                          | | Zusterlijke Eenheid uit Saamhorigheid | 150      |                     |
| D.S.V. Sint Jansbrug                             | 1947             | Actief                          | | (Zusterlijke Eenheid uit Saamhorigheid) (DizKoPlaJa) Verenigingsraad Delft Landelijke Kamer van Verenigingen                                                            | 700      |                     |
| DWH/Outsite                                      | 1968             | Actief                          | | Verenigingsraad Delft | 400      |                     |
| K.S.V. Sanctus Virgilius ("Virgiel")             | 2 maart 1898     | Actief                          | Technische Universiteit Delft HBO-studenten (sinds 1978)                                                                                     | Aller Heiligen Convent Verenigingsraad Delft Landelijke Kamer van Verenigingen                                                                                          | 2000     |                     |
| Menschen Vereeniging Wolbodo ("Wolbodo")         | 14 mei 1959      | Actief                          | | (Zusterlijke Eenheid uit Saamhorigheid) |          |                     |
| Moeder Delftsche                                 | 2011             | Actief                          | Belgische studenten aan de Technische Universiteit Delft                                                                                     | | 100      |                     |
| Nobel Blijdorp                                   | 1962             | Opgeheven                       | Technische Universiteit Delft | |          |                     |
| OJV de Koornbeurs                                | 1912             | Actief                          | Technische Universiteit Delft HBO-studenten                                                                                                  | Societas Studiosorum Reformatorum (tot 1969) Verenigingsraad Delft | 230      |                     |
| SV Hezarfen                                      | 2013             | Actief                          | Technische Universiteit Delft | | 130      |                     |
| SV Nova                                          | 1988             | Actief                          | De Haagse Hogeschool Delft | | 700      |                     |
| Civitas Studiosorum Reformatorum                 | 16 juni 1961     | Actief                          | Technische Universiteit Delft hbo-studenten                                                                                                  | Societas Studiosorum Reformatorum (tot 1968) IFES-Nederland (sinds 1968) Overkoepelend Zuster Overleg Nederland Verenigingsraad Delft Landelijke Kamer van Verenigingen | 260      |                     |
| Johannes Calvijn                                 | 9 december 1958  | Actief als dispuut van C.S.F.R. | Studenten van Gereformeerde Bond, Gereformeerde Gemeenten & Christelijke Gereformeerde Kerken                                                | Civitas Studiosorum in Fundamento Reformato Verenigingsraad Delft | 100      |                     |
| NS-Delft                                         | 3 Maart 1993     | Actief                          | universitaire en hbo-studenten | Navigators Studentenverenigingen | 48       |                     |
| Vereniging van Gereformeerde Studenten te Delft  | 23 maart 1961    | Actief                          | Studenten van de Technische Universiteit Delft                                                                                               | Vereniging van Gereformeerde Studenten-Nederland Verenigingsraad Delft IFES-Nederland (sinds 1994)                                                                      | 80       |                     |
| Delftsch Studenten Muziekgezelschap Apollo       | 14 november 1849 | Actief                          | Delftsch Studenten Corps | Delftsch Studenten Corps | 35       |                     |
| Delfts Studenten Muziekgezelschap Krashna Musika | 5 september 1968 | Actief                          | TU Delft | Verenigingsraad Delft Koepelorgaan Nederlandse Studentenorkesten |          | Krashna Musika Faun |
| Delftse Studenten Jazzvereniging Groover         | 21 november 2006 | Actief                          | TU Delft | Verenigingsraad Delft Koepelorgaan Nederlandse Studentenorkesten | 270      |                     |
| Delftsche Studenten Muziekvereniging Euphonia    | 15 december 1904 | Actief                          | Delftsche Studenten Bond | Delftsche Studenten Bond |          |                     |
| Katholiek Studenten Koor Balder                  | 24 juni 1946     | Actief                          | K.S.V. Sanctus Virgilius | K.S.V. Sanctus Virgilius |          |                     |
| Delft Student E-sports Association               | 2015             | Actief                          | Technische Universiteit Delft | | 150      |                     |
| Ariston'80                                       | 6 juni 1980      | Actief                          | | | 300      |                     |
| D.S.W.Z. Broach                                  | 28 augustus 2002 | Actief                          | | |          |                     |
| Delftsche Studenten Rugby-Club                   | 8 oktober 1918   | Actief                          | Delftsch Studenten Corps | Delftsch Studenten Corps |          |                     |
| D.F.C.                                           | 2004             | Actief                          | Technische Universiteit Delft | | 30       |                     |
| Delftsche Studenten Aeroclub                     | 30 januari 1931  | Actief                          | Delftsch Studenten Corps | Delftsch Studenten Corps |          |                     |
| D.S.A.V. de Delvers                              |                  | Opgegaan in De Koplopers        | | |          |                     |
| Punch Basketball                                 | 1952             | Actief                          | Technische Universiteit Delft | |          |                     |
| Hitmanics                                        | 2009             | Actief                          | Technische Universiteit Delft | |          |                     |
| D.S.H.C.                                         | 24 oktober 1898  | Actief                          | | |          |                     |
| D.S.H.V. Torius                                  | 28 juni 1990     | Actief                          | | | 50       |                     |
| D.S.K.V. Paal Centraal                           | 7 juni 1994      | Actief                          | Technische Universiteit Delft | Studentenkorfbalcommissie |          |                     |
| D.S.R. Proteus-Eretes                            | 1970             | Actief                          | | Verenigingsraad Delft | 900      |                     |
| D.S.R.V. Laga                                    | 1876             | Actief                          | Delftsch Studenten Corps | Delftsch Studenten Corps | 700      |                     |
| D.S.S.B.C. "Paris"                               | 1889             | Actief                          | Delftsch Studenten Corps | Delftsch Studenten Corps |          |                     |
| DSSV ELS                                         | 1999             | Actief                          | Technische Universiteit Delft | | 100      |                     |
| D.S.V.V. Ouwe Schoen                             | 9 november 1889  | Actief                          | Delftsch Studenten Corps | Delftsch Studenten Corps |          |                     |
| D.S.T.V Obvius                                   | 2004             | Actief                          | Technische Universiteit Delft | | 370      |                     |
| D.S.T.V. Trinity                                 |                  |                                 | | |          |                     |
| D.S.T. Pegasus                                   | 2008             | Actief                          | Technische Universiteit Delft | |          |                     |
| D.S.V.V. Punch                                   | 1950             | Actief                          | | Verenigingsraad Delft | 350      |                     |
| DSZ WAVE                                         | 1990             | Actief                          | | Nederlandse Studenten Zwem Kompetitie |          |                     |
| D.S.L.V. Delft Lacrosse                          | september 2007   | Actief                          | | |          |                     |
| Delft Dragons                                    | 2000             | Opgeheven                       | | |          |                     |
| Eretes                                           | 1966             | opgegaan in Proteus-Eretes      | | |          |                     |
| FC Tutor                                         | 22 mei 1995      | Actief                          | Technische Universiteit Delft | |          |                     |
| Force Elektro                                    | 20 mei 1993      | Actief                          | Technische Universiteit Delft | |          |                     |
| Kratos '08                                       | 2008             | Actief                          | | |          |                     |
| Rock'n Delft                                     | 2010             | Actief                          | | |          |                     |
| S.B.V Slopend                                    | 1 mei 2009       | Actief                          | | |          |                     |
| S.H.C. Scoop                                     | 2007             | Actief                          | | | 160      |                     |
| S.V.A.C. Yeti                                    |                  | Actief                          | | Nederlandse Studenten Alpen Club |          |                     |
| SVHC Dopie                                       | 14 oktober 1946  | Actief                          | K.S.V. Sanctus Virgilius | K.S.V. Sanctus Virgilius | 275      |                     |
| S.V.R.C.                                         | 2007             | Actief                          | K.S.V. Sanctus Virgilius | K.S.V. Sanctus Virgilius |          |                     |
| S.V.T.V. Tenniphil                               | 26 maart 1947    | Actief                          | K.S.V. Sanctus Virgilius | K.S.V. Sanctus Virgilius | 350      |                     |
| S.V.V.V. Taurus                                  | 17 oktober 1946  | Actief                          | K.S.V. Sanctus Virgilius | K.S.V. Sanctus Virgilius |          |                     |
| S.W.V. Plankenkoorts                             | 1981             | Actief                          | Technische Universiteit Delft | | 500      |                     |
| SoSalsa!                                         |                  | Actief                          | | |          |                     |
| SRC Thor                                         | 5 november 1963  | Actief                          | Technische Universiteit Delft | Verenigingsraad Delft |          |                     |
| VRV Proteus                                      | 7 juli 1947      | opgegaan in Proteus-Eretes      | K.S.V. Sanctus Virgilius | |          |                     |
| W.T.O.S.                                         | 1983             | Actief                          | | |          |                     |
| Ångström                                         |                  |                                 | De Haagse Hogeschool - Technische Natuurkunde                                                                                                | |          |                     |
| BG Delft                                         |                  |                                 | De Haagse Hogeschool - Technische Bedrijfskunde                                                                                              | |          |                     |
| Equinox                                          | 2002             | Actief                          | De Haagse Hogeschool - Technische Informatica \| HBO-ICT                                                                                     | | 456      |                     |
| Fibonacci                                        |                  |                                 | De Haagse Hogeschool - Bedrijfswiskunde | |          |                     |
| FMC                                              |                  |                                 | Green Life Sciences en Informatica | |          |                     |
| Impuls                                           |                  |                                 | De Haagse Hogeschool - Werktuigbouwkunde | |          |                     |
| Kybernetes                                       | 2011             | Actief                          | De Haagse Hogeschool - Mechatronica | | 340      |                     |
| Rheon                                            | 2015             | Actief                          | De Haagse Hogeschool - Elektrotechniek | | 98       |                     |
| V.S.V. Sipke Wynia                               | 1966             | Actief                          | Hogeschool Inholland - Luchtvaarttechnologie                                                                                                 | | 550      |                     |
| Scheepsbouwkundig Gezelschap "William Froude"    | 17 november 1903 | Actief                          | Technische Universiteit Delft - Maritieme Techniek                                                                                           | | 900      |                     |
| Betondispuut                                     | 1970             | Gefuseerd                       | Technische Universiteit Delft - Masterrichting Structural Engineering (Civiele Techniek)                                                     | |          |                     |
| Building Organisation Students Society (BOSS)    |                  |                                 | Technische Universiteit Delft - Real Estate and Housing                                                                                      | |          |                     |
| Christiaan Huygens                               | 6 maart 1957     | actief                          | Technische Universiteit Delft - Wiskunde en informatica                                                                                      | |          |                     |
| S.V.T.B. Curius                                  | 19 maart 1993    | actief                          | Technische Universiteit Delft - Technische Bestuurskunde                                                                                     | | 2000     |                     |
| Delftsche Management Studentenvereniging (DMS)   |                  |                                 | Technische Universiteit Delft - Interfacultair                                                                                               | |          |                     |
| Dispuut Utiliteitsbouw                           | 1987             | Gefuseerd                       | Technische Universiteit Delft - Masterrichting Building Engineering (Civiele Techniek)                                                       | |          |                     |
| U-BASE                                           | 2015             | Actief                          | Technische Universiteit Delft - Masterrichtingen Building en Structural Engineering (Civiele Techniek)                                       | | 250      |                     |
| Dispuut Verkeer                                  | 1990             | Actief                          | Technische Universiteit Delft - Masterrichtingen Transport & Planning, Road & Railway Engineering en Transport, Infrastructure and Logistics | | 650      |                     |
| Dispuut Watermanagement                          |                  |                                 | Technische Universiteit Delft - Civiele Techniek richting waterbeheer                                                                        | |          |                     |
| Electrotechnische Vereeniging                    | 26 maart 1906    | Actief                          | Technische Universiteit Delft - Elektrotechniek                                                                                              | |          |                     |
| EUROAVIA Delft                                   | 1959             | Actief                          | Technische Universiteit Delft - Luchtvaart- en ruimtevaarttechniek                                                                           | EUROAVIA | 150      |                     |
| Gezelschap Leeghwater                            | 1867             | Actief                          | Technische Universiteit Delft - Werktuigbouwkunde                                                                                            | |          |                     |
| Leonardo da Vinci                                | 1945             | Actief                          | Technische Universiteit Delft - Luchtvaart- en ruimtevaarttechniek                                                                           | | 2400     |                     |
| ID                                               | 14 juni 1973     | Actief                          | Technische Universiteit Delft - Industrieel ontwerpen                                                                                        | | 2800     |                     |
| LIFE                                             |                  |                                 | Technische Universiteit Delft - Life science and technology (i.s.m. Leiden)                                                                  | |          |                     |
| Mijnbouwkundige Vereeniging                      | 1 oktober 1892   | Actief                          | Technische Universiteit Delft - Mijnbouwkunde                                                                                                | |          |                     |
| De Ondergrondse                                  |                  |                                 | Technische Universiteit Delft - dispuut Geo-Engineering                                                                                      | |          |                     |
| Practische Studie                                | 1894             | Actief                          | Technische Universiteit Delft - Civiele techniek                                                                                             | | 1700     |                     |
| Snellius                                         | 29 november 1940 | Opgeheven                       | Technische Universiteit Delft - Geodesie | |          |                     |
| SSVOBB                                           | 19 januari 1990  | Actief                          | Technische Universiteit Delft - Luchtvaart- en ruimtevaarttechniek                                                                           | |          |                     |
| Stylos                                           | 13 februari 1894 | Actief                          | Technische Universiteit Delft - Bouwkunde | | 2200     |                     |
| Technologisch Gezelschap                         | 1890             | Actief                          | Technische Universiteit Delft - Scheikundige technologie, bioprocestechnologie en sustainable molecular science and technology               | |          |                     |
| Tubalkaïn                                        | 25 november 1952 | Opgeheven                       | Technische Universiteit Delft - Materiaalkunde                                                                                               | |          |                     |
| S.V.N.B. Hooke                                   | 20 november 2014 | Actief                          | Technische Universiteit Delft - Bachelor Nanobiology, Master Nanobiology                                                                     | |          |                     |
| S.V.K.T. Variscopic                              | 15 april 2014    | Actief                          | Technische Universiteit Delft - Bachelor Klinische Technologie, Master Technical Medicine                                                    | |          |                     |
| VvTP                                             | 2 december 1932  | actief                          | Technische Universiteit Delft - Bachelor technische natuurkunde, masters applied physics en nanoscience                                      | |          |                     |